# سریش ستبر
سریش ستبر (نام علمی: Eremurus robustus) نام یکی از گونه‌های سردهٔ سریش است. در آسیای مرکزی یافت می‌شود. گل‌های صورتی نسبتاً بزرگی واقع در یک خوشهٔ عظیم‌الجثه دارد که طول آن ممکن است به بیش از ۲ متر نیز برسد.
گونه‌های چندی از جنس سریش جزو گیاهان پرورشی باغی محسوب می‌گردند. در بهار یا اوایل تابستان گونه‌های متعددی از آنها به عنوان گل‌های زینتی در گل‌فروشی‌های تهران به معرض فروش گذارده می‌شوند.